# Ascolepis fibrillosa
Ascolepis fibrillosa är en halvgräsart som beskrevs av Paul Goetghebeur. Ascolepis fibrillosa ingår i släktet Ascolepis och familjen halvgräs. Inga underarter finns listade i Catalogue of Life.